# 比列尔德梅萨
比列尔德梅萨，是西班牙卡斯蒂利亚-拉曼恰瓜达拉哈拉省的一个市镇。总面积37平方公里，总人口245人（2001年），人口密度7人/平方公里。